# Оцелень (комуна)
Оцелень, Оцелені (рум. Oțeleni) — комуна у повіті Ясси в Румунії. До складу комуни входять такі села (дані про населення за 2002 рік):
- Оцелень (2575 осіб)
- Хиндрешть (1208 осіб)

Комуна розташована на відстані 300 км на північ від Бухареста, 43 км на захід від Ясс.

## Населення
За даними перепису населення 2002 року у комуні проживали 3783 особи. Усі жителі комуни рідною мовою назвали румунську.
Національний склад населення комуни:
| Національність | Кількість осіб | Відсоток |
| -------------- | -------------- | -------- |
| румуни         | 3780           | 99,9%    |
| угорці         | 3              | 0,1%     |

Склад населення комуни за віросповіданням:
| Релігія       | Кількість осіб | Відсоток |
| ------------- | -------------- | -------- |
| римо-католики | 2208           | 58,4%    |
| православні   | 1558           | 41,2%    |
| п'ятдесятники | 13             | 0,3%     |
| баптисти      | 3              | 0,1%     |
| не релігійні  | 1              | < 0,1%   |